# Vilafan
Vilafán o Vilafant (oficialmente y en catalán Vilafant) es un municipio español de la provincia de Gerona, Cataluña, situado en la comarca del Alto Ampurdán.

## Núcleos de población
- Vilafan
- Les Forques
- El Camp dels Enginyers
- Nucli Antic
- Arengada Norte/sud

## Geografía

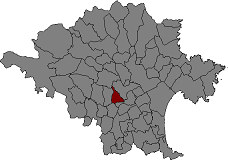
Situación de Vilafan en la comarca del Alto Ampurdán

Situado en el centro de la comarca del Alto Ampurdán, en terreno plano, se sitúa a 43 kilómetros de la capital provincial. El núcleo de Arengada tiene continuidad con el casco urbano de Figueras. En su territorio se encuentra la estación de Alta Velocidad de Figueras-Vilafan. 
El término municipal está atravesado por la autopista del Mediterráneo (AP-7) y por la carretera nacional N-260, entre los pK 39 y 41, además de por carreteras locales que permiten la comunicación con Borrassá y Santa Leocadia de Algama. 
El relieve del municipio es predominantemente llano, estando regado por el río Manol y algunos torrentes. La altitud oscila entre los 105 y los 35 metros. El pueblo se alza a 54 metros sobre el nivel del mar. 
| Noroeste: Llers    | Norte: Figueras                         | Nordeste: Figueras                           |
| Oeste: Aviñonet    |                                         | Este: Figueras                               |
| Suroeste: Aviñonet | Sur: Borrasá y Santa Leocadia de Algama | Sureste: Figueras y Santa Leocadia de Algama |

## Historia
Por todo su término se han encontrado interesantes restos arqueológicos ibéricos y romanos, con fragmentos de cerámica datados en los siglos IV - III a. C.
Documentada en el año 1017 en una bula del papa Benedicto VIII a favor del monasterio de San Esteban en Bañolas. A principios del siglo XVII, había tenido una de las industrias ladrilleras más importantes de la provincia de Gerona. Su demografía no para de crecer, debido a su proximidad con la ciudad de Figueras, donde trabajan muchos de sus habitantes.

## Demografía
Vilafant cuenta con una población de 5706 habitantes (INE 2024).
| Gráfica de evolución demográfica de Vilafant entre 1842 y 2021                                                      |
| |
| Población de derecho según los censos de población del INE Población de hecho según los censos de población del INE |

## Lugares de interés
- Iglesia parroquial de San Cipriano. Siglo XII, reconstruida durante el siglo XVIII.
- Palol Sabaldòria. Conjunto arqueológico con restos ibéricos y romanos, iglesia prerrománica, castillo medieval y la masía Palol, una gran casa del siglo XVI.